# Jüdisches Viertel Rakovník

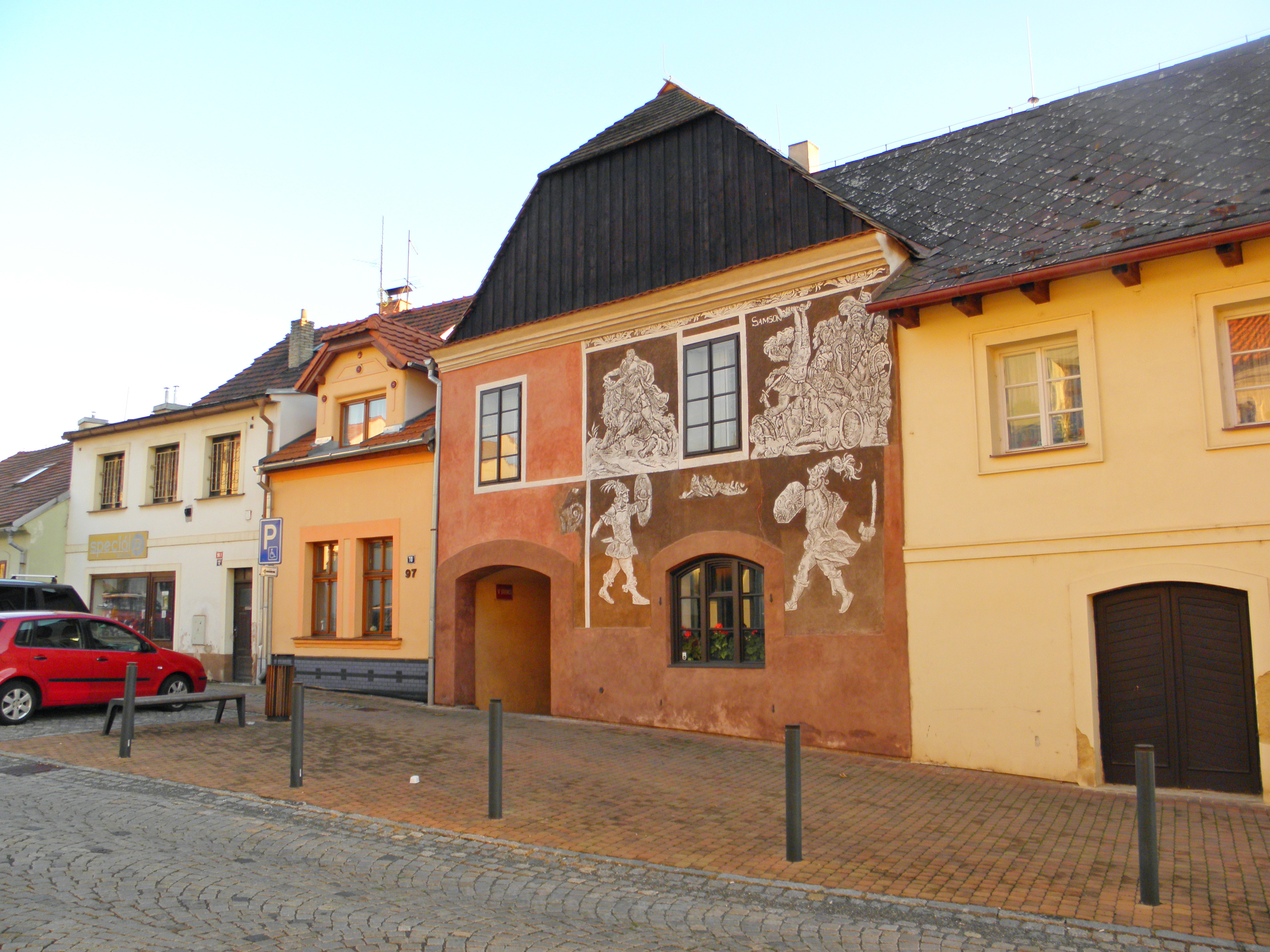
Das Haus von Samson in der Vysoká ulice

Das jüdische Viertel in  Rakovník (deutsch Rakonitz), einer Bezirksstadt in Tschechien in der mittelböhmischen Region Středočeský kraj, besteht seit dem 17. Jahrhundert. Davor lebten in der Gemeinde lediglich vereinzelte jüdische Familien.

## Geschichte
Das Entstehen des jüdischen Viertels in Rakovník wird mit 1678 angegeben. Von diesem ehemaligen Ghetto am Nordrand des Stadtkerns (gelegen rund um die Synagoge) sind heute nur noch wenige Häuser erhalten geblieben, darunter das sogenannte Haus von Samson (Samsonův dům), das mit einem Sgraffito geschmückt ist. Es ist das am besten erhaltene Renaissance-Gebäude der Stadt. Für das Jahr 1727 werden in den Quellen drei Häuser und für die Mitte des 19. Jahrhunderts zehn Häuser angegeben. Der Zugang zum Ghetto, ein Tor aus Holz, befand sich auf dem Platz Husovo náměstí; es wurde erst während des Zweiten Weltkriegs beseitigt.
Nach 2010 wurden die Reste des jüdischen Viertels gründlich saniert. Neben der Rekonstruktion der Gebäude wurden in diesem Teil der Altstadt unter anderem asphaltierte Straßenbeläge entfernt und durch Pflasterdecke ersetzt.